# Brachycephalus pulex
Brachycephalus pulex je druh malé žáby z čeledi Brachycephalidae, jeden z více než 40 druhů rodu Brachycephalus. Jde o nejmenšího známého obratlovce, samec této žáby má průměrnou délku 7,10 milimetru.

## Objev
První exempláře ropušenky byly nalezeny mezi prosincem 2009 a červencem 2010 v Camacanu a Pau Brasil. V lednu 2011  Marcelo Felgueiras Napoli, Ulisses Caramaschi, Carlos Alberto Gonçalves da Cruz a Iuri Ribeiro Dias na základě těchto exemplářů popsali nový druh z rodu Brachycephalus. 

## Popis
Jeden dospělý jedinec měl délku 6,45 milimetru. Průměrná délka dospělého samce je 7,10 milimetru. Průměrná délka u samice je 8,15 milimetru. Druhým nejmenším obratlovcem je také žába z rodu Brachycephalus, Brachycephalus dacnis.